# Colostygia attenuata
Colostygia attenuata là một loài bướm đêm trong họ Geometridae.